# Madoka Wada
Madoka Wada (jap. 和田まどか; ur. 16 stycznia 1995 r. w Jokohamie) – japońska bokserka, dwukrotna brązowa medalistka mistrzostw świata. Występowała w kategoriach od 48 do 51 kg.
W 2014 roku zdobyła brązowy medal na mistrzostwach świata w Czedżu. W półfinale przegrała z Kazachstanką Nazymą Kyzajbaj 0:2. Był to pierwszy w historii medal mistrzostw świata zdobyty przez reprezentację Japonii.
Na igrzyskach azjatyckich w Dżakarcie w 2018 roku została odpadła w ćwierćfinale, przegrywając z Północnokoreanką Pang Chol-mi przez nokaut. Wcześniej w pierwszej rundzie okazała się lepsza od Lankijki Anushy Kodithuwakku. W listopadzie tego samego roku zdobyła brązowy medal na mistrzostwach świata w Nowym Delhi. W półfinale przegrała z Ukrainką Hanną Ochotą 0:5.